# Trophime Bigot
Trophime Bigot, conosciuto anche come Théophile Bigot, Teofili Trufemondi, Candlelight Master e Maître à la Chandelle (Arles, 1579 – Avignone, 1650), è stato un pittore francese. Nativo della Provenza, fu un esponente della pittura barocca.

## Biografia

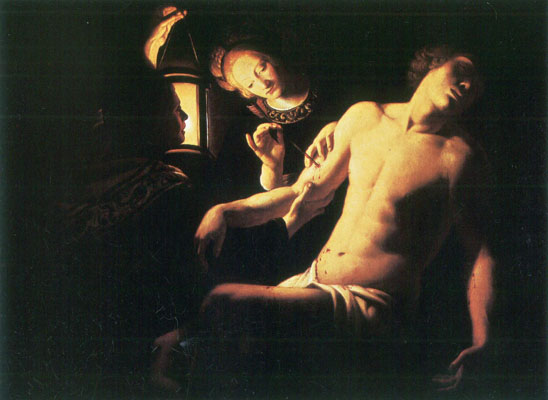
Saint Sebastien aidé par Irène.

Bigot nacque nel 1579 ad Arles, iniziò la sua carriera artistica. Dal 1620 al 1634 lavorò in alcune città italiane, Roma inclusa. Nella storiografia artistica, questo periodo di Bigot si incrocia con quello di un altro maestro attivo a Roma, del quale nel 2012 è emerso da documenti di archivio il nome completo: Mastro Jacomo Massa. Una parte del corpus di opere precedentemente ascritta a Bigot - o tuttora genericamente inserita nel ristretto catalogo del c.d. Maestro della Candela (o Maestro del Lume di Candela, o Candlelight Master) - andrà dunque ridiscussa nell'attribuzione. 
Nel 1634 dipinse Saint Laurent condamné au supplice (San Lorenzo condannato alla tortura) e Assomption de la Vierge (Assunzione della Vergine) per delle chiese locali presso Arles. Tra il 1638 ed il 1642 Bigot visse ad Aix-en-Provence, dove dipinse un'altra Assunzione della Vergine. Tornò ad Arles nel 1642, separando l'attività artistica tra la sua città di nascita e Avignone, dove, il 21 febbraio 1650, fu sepolto nella chiesa di San Pietro.
A Trophime Bigot sono stati attribuiti circa 40 quadri, distribuiti tra vari musei, fra i quali:
- Saint Sebastien aidé par Irène (Bordeaux, Musée des Beaux-Arts)
- Vanité (Roma, Palazzo Corsini)
- Saint Jérôme (Roma, Palazzo Corsini)
- Saint Laurent condamné au supplice (Arles, abbazia di Saint-Césaire)
- Cantore con candela (Roma, galleria Doria Pamphilij)